# Nataša Kejžar
Nataša Kejžar (* 14. Oktober 1976 in Jesenice) ist eine ehemalige slowenische Schwimmerin. Bei Europameisterschaften gewann sie einmal Silber und einmal Bronze auf der 25-Meter-Bahn.

## Sportliche Karriere
Die 1,75 Meter große Nataša Kejžar startete für Radovljica.
Ihre internationale Karriere begann mit Teilnahmen am Schwimm-Weltcup ab 1994. Bei den Mittelmeerspielen 1997 in Bari gewann Kejžar über 100 Meter Brust die Silbermedaille hinter der Italienerin Manuela Dalla Valle, über 200 Meter Brust siegte die Italienerin Federica Biscia vor Kejžar. Hinzu kamen vierte Plätze mit der 4-mal-100-Meter-Freistilstaffel und der 4-mal-100-Meter-Lagenstaffel sowie der sechste Platz über 200 Meter Lagen. 1998 bei den Weltmeisterschaften in Perth schied Kejžar auf beiden Bruststrecken und über 200 Meter Lagen im Vorlauf aus. Im Dezember 1998 bei den Kurzbahneuropameisterschaften in Sheffield siegte über 100 Meter Lagen die Slowakin Martina Moravcová mit neuem Weltrekord und fast zwei Sekunden Vorsprung vor Nataša Kejžar, die ihrerseits 0,13 Sekunden vor der drittplatzierten Britin Sue Rolph anschlug.
Im April 1999 bei den Kurzbahnweltmeisterschaften in Hongkong belegte Kejžar den achten Platz über 100 Meter Lagen. Die slowenische 4-mal-100-Meter-Freistilstaffel erreichte den siebten Rang. Anfang Juli bei der Universiade in Palma de Mallorca erreichte Kejžar den vierten Platz über 100 Meter Brust. Bei den Europameisterschaften in Istanbul wurde sie Siebte über 100 Meter Brust. Im Dezember bei den Kurzbahneuropameisterschaften in Lissabon gewann Martina Moravcová über 100 Meter Lagen vor der Deutschen Annika Mehlhorn, Nataša Kejžar erkämpfte die Bronzemedaille.
Im März 2000 bei den Kurzbahnweltmeisterschaften in Athen erreichte Kejžar das Finale über 100 Meter Brust und belegte den achten Platz. Bei den Europameisterschaften in Helsinki im Juli schwamm sie auf den achten Platz über 50 Meter Brust. Bei den Olympischen Spielen in Sydney erreichte Nataša Kejžar das Halbfinale über 100 Meter Brust und schied dann aus. Die Halbfinalteilnahme von Nataša Kejžar war das beste Ergebnis für Sloweniens Schwimmteam bei den Olympischen Spielen 2000.
Natašas Schwester Alenka Kejžar nahm ebenfalls an olympischen Schwimmwettbewerben teil.